# Cinexprés
Cinexprés fue un programa de Canal+ España presentado por Cristina Teva que ofrecía a los espectadores información y entretenimiento acerca de las novedades cinematográficas. 
Cinexprés comenzó en 2006 informando sobre los estrenos semanales y desde 2008 el programa contó con dos versiones: Cinexpres, un espacio quincenal de 25 minutos que abarcaba todas las novedades de la gran pantalla: estrenos, rodajes, festivales, exposiciones, etc, y Cinexprés Estrenos, un programa semanal de cinco minutos sobre los estrenos semanales de la cartelera.
Dirigido a un público interesado (pero no especializado) en cine, Cinexprés presentaba las películas de una manera amena y variada, contando con las declaraciones de sus protagonistas, con la aportación de la prensa especializada y realizando cada programa desde una localización diferente. Cinexprés también solía contar con las participaciones de actores y directores de cine en su programa, como han sido Nacho Vigalondo, Javier Cámara, Clara Lago, Álvaro Cervantes o Raúl Arévalo.
Además, el programa tenía dos colaboradores habituales: el crítico de cine de El País Javier Ocaña, que informaba sobre exposiciones cinematográficas y otras novedades, y Cándida Villar, que realizaba su peculiar crítica acerca de una de las películas que estrenaba Canal+.
Cinexprés se estrenaba los jueves y Cinexprés Estrenos los viernes en Canal+. El programa también podía verse completo en su Vídeo-blog donde, además, la redacción contaba su día a día de una manera desenfadada.

## La presentadora

### Cristina Teva
Formada en la cadena musical 40 TV (Digital+), se encarga desde 2006 de realizar en directo las entrevistas en la prestigiosa alfombra roja de los Óscar, con unas brillantes crónicas para la retransmisión de Canal+.

## El equipo

### Dirección
- José María Clemente

### Realización
- Marta Bedoya
- Carlos García Carrasco
- Nacho Valcárcel

### Producción
- Cristina del Campo
- Cristina Iglesias
- Germán A. Panarisi (Temporada 2006/07)

### Redacción
- Inma de Blas
- Montse Jerez
- Raquel Santos
- Daniel Rodríguez

### Diseño web
- Quique Muñoz de Luna

### Fotografía / Operadores de cámara
- Eduardo Mangada
- Antonio González
- Diego Cortés
- Ignacio Giménez-Rico
- Nacho Boluda
- Javier de Quinto (sonido)
- Mario Martos (sonido)